# Castanopsis glabra
Castanopsis glabra är en bokväxtart som beskrevs av Elmer Drew Merrill. Castanopsis glabra ingår i släktet Castanopsis och familjen bokväxter. Inga underarter finns listade.